# 余目郵便局
余目郵便局（あまるめゆうびんきょく）は、山形県東田川郡庄内町にある郵便局。
郵便区番号「999-77」の配達を受け持つ。

## 概要
住所：〒999-7799 山形県東田川郡庄内町余目猿田89-4

## 郵便区内の無集配郵便局
- 余目茶屋町郵便局：〒999-7781　山形県東田川郡庄内町余目沢田155
- 十六合郵便局：〒999-7735　山形県東田川郡庄内町前田野目前割62-2
- 新堀郵便局：〒999-7776　山形県酒田市新堀豊森37-2
- 廻館郵便局：〒999-7715　山形県東田川郡庄内町廻館館舎30
- 宮曽根郵便局：〒999-7764　山形県東田川郡庄内町宮曽根宮の前52
- 常万簡易郵便局：〒999-7713　山形県東田川郡庄内町常万常岡88
- 長畑簡易郵便局：〒999-7781　山形県東田川郡庄内町余目南田96-7
- 西袋簡易郵便局：〒999-7746　山形県東田川郡庄内町西袋駅前37-2
- 平岡簡易郵便局：〒999-7703　山形県東田川郡庄内町平岡平岡94-2
- 南野簡易郵便局：〒999-7727　山形県東田川郡庄内町南野南浦25
- 矢口簡易郵便局：〒999-7781　山形県東田川郡庄内町余目矢口47

## 沿革
- 1874年（明治7年） - 余目郵便取扱所として開局[2]。
- 1875年（明治8年）1月1日 - 五等郵便局の余目郵便局として余目村字町165に開局[2][3][注釈 1]。
- 1885年（明治18年）10月1日 - 貯金預所開設[4]。
- 1886年（明治19年）4月26日 - 三等郵便局となる[5]。
- 1892年（明治25年）
  - 1月1日 - 郵便為替事務開始、但し小為替振出事務は取り扱わず[6]。
  - 8月1日 - 小為替振出事務開始[7]。
- 1896年（明治29年）7月1日 - 小包郵便取扱開始[8]。
- 1899年（明治32年）4月1日 - 電信為替事務開始[9]。
- 1902年（明治35年）8月1日 - 三等郵便電信局とし、余目郵便電信局に改称[10]。
- 1903年（明治36年）4月1日 - 通信官署官制の施行に伴い余目郵便局（三等）となる[11]。
- 1909年（明治42年）10月11日 - 電話通話事務開始[12]。
- 1911年（明治44年）
  - 8月16日 - 特設電話加入申請受理開始[13]。
  - 9月16日 - 電話交換業務開始、併せて託送電報も取扱う[14]。
- 1915年（大正4年）6月30日 - 同日限りで新堀郵便局の集配業務廃止、その業務を継承[15]。
- 1940年（昭和15年）4月16日 - 郵便区内に余目駅前郵便局（三等、無集配）開局[16]。
- 1941年（昭和16年）3月31日 - 余目駅前郵便局にて電話通話事務開始[17]。
- 1943年（昭和18年）8月15日 - 余目駅前郵便局が余目茶屋町郵便局に改称[18]。
- 1958年（昭和33年）6月4日 - 廻舘郵便局にて電話交換事務廃止、余目郵便局が継承[19]。
- 1963年（昭和38年）7月1日 - 郵便区内に常万簡易郵便局及び平岡簡易郵便局開局[20]。
- 1966年（昭和41年）
  - 5月16日 - 郵便区内に長畑簡易郵便局開局[21]。
  - 11月16日 - 郵便区内に矢口簡易郵便局開局[22]。
- 1967年（昭和42年）3月26日 - 余目（電話交換及び和文電報配達）、十六合（電話交換）、宮曾根（和文電報配達）、廻舘（和文電報配達）各郵便局にて電気通信業務廃止、余目電報電話局に移管[23]。
- 1969年（昭和44年）4月9日 - 宮曽根郵便局集配廃止に伴い、その一部を継承[24]。
- 1977年（昭和52年）
  - 2月16日 - 新堀郵便局にて電話交換及び和文電報配達業務廃止、酒田電報電話局に移管[25]。
  - 11月4日 - 風景入通信日附印使用開始[26]。
- 1990年（平成2年）10月29日 - 現在地に移転[27]。
- 2000年（平成12年）11月27日 - 宮曽根郵便局が東田川郡余目町宮曽根宮の前52-6から同郡同町宮曽根宮の前52に移転[28]。
- 2005年（平成17年）7月1日 - 余目町が合併し、庄内町の郵便局となる[29]。

## 周辺
- 庄内町立余目中学校